# Las Herrerías (Vega de Valcarce)
Las Herrerías es una localidad del municipio de Vega de Valcarce en la comarca leonesa del Bierzo. Se encuentra situada al oeste de la capital municipal, en el valle del río Valcarce y a unos 675 metros de altitud. Su población, en 2013, es de treinta y nueve habitantes.

## Topónimo
El nombre de Herrerías tiene su origen, probablemente, en las cuatro herrerías que existían en la localidad que trabajaban con metales de la zona.
El barrio de Hospital debe su nombre a un antiguo Hospital inglés de peregrinos.

## Historia
En 1834, cuando se realizó en España la primera división del territorio nacional en partidos judiciales, Las Herrerías de Valcarce y Hospital quedaron adscritos al partido judicial de Villafranca del Bierzo.  En 1966 se suprimió el partido judicial de Villafranca del Bierzo y pasaron a estar adscritos al partido judicial de Ponferrada.
En 1858, Las Herrerías contaban con la categoría de lugar y 283 habitantes mientras que Hospital contaba con la categoría de aldea y 110 habitantes.

## Patrimonio

### Arquitectura religiosa
La Iglesia de San Julián, de una sola nave, es de estilo barroco-neoclásico y data del siglo XVIII.

### Arquitectura civil
Existe una herrería que se encuentra en buen estado de conservación. Dentro del complejo de la herrería existe un molino aún en funcionamiento.
En el pueblo también hay una fragua.
Hay restos de un par de castros: el de San Cristobo, donde se pueden apreciar restos tanto de tumbas como óseos, y el de Peredo, ubicado en el barrio de Hospital, donde se pueden apreciar algunos fosos y restos de pared.

### Obras de ingeniería
A la entrada del pueblo existe un puente que data del siglo XV.

### Camino de Santiago
El Camino de Santiago pasa por Las Herrerías. Existe albergue para peregrinos y también hay otros alojamientos, varios restaurantes, bares...

### Fiestas
Las fiestas patronales son en honor de Santiago y Santa Ana.== Comunicaciones ==

## Comunicaciones

### Carreteras
La carretera N-006a es la principal vía de acceso a Las Herrerías de Valcarce y es la que comunica esta localidad con la capital del municipio al que pertenece: Vega de Valcarce. Otra vía de acceso destacable es la carretera LE-4101 que comunica Las Herrerías de Valcarce con la provincia de Lugo pasando por las localidades de La Faba y Argenteiro. A ellas hay que añadir las carreteras LE-4109 y LE-4102 que comunican Las Herrerías de Valcarce con Lindoso y San Julián respectivamente.

### Autobús
Las Herrerías de Valcarce cuenta con servicio de autobús operado por Autocares González y de la Riva a, entre otras localidades, Vega de Valcarce, Villafranca del Bierzo, Ponferrada, Piedrafita del Cebrero, Becerreá y Lugo.